# Andrew Divoff

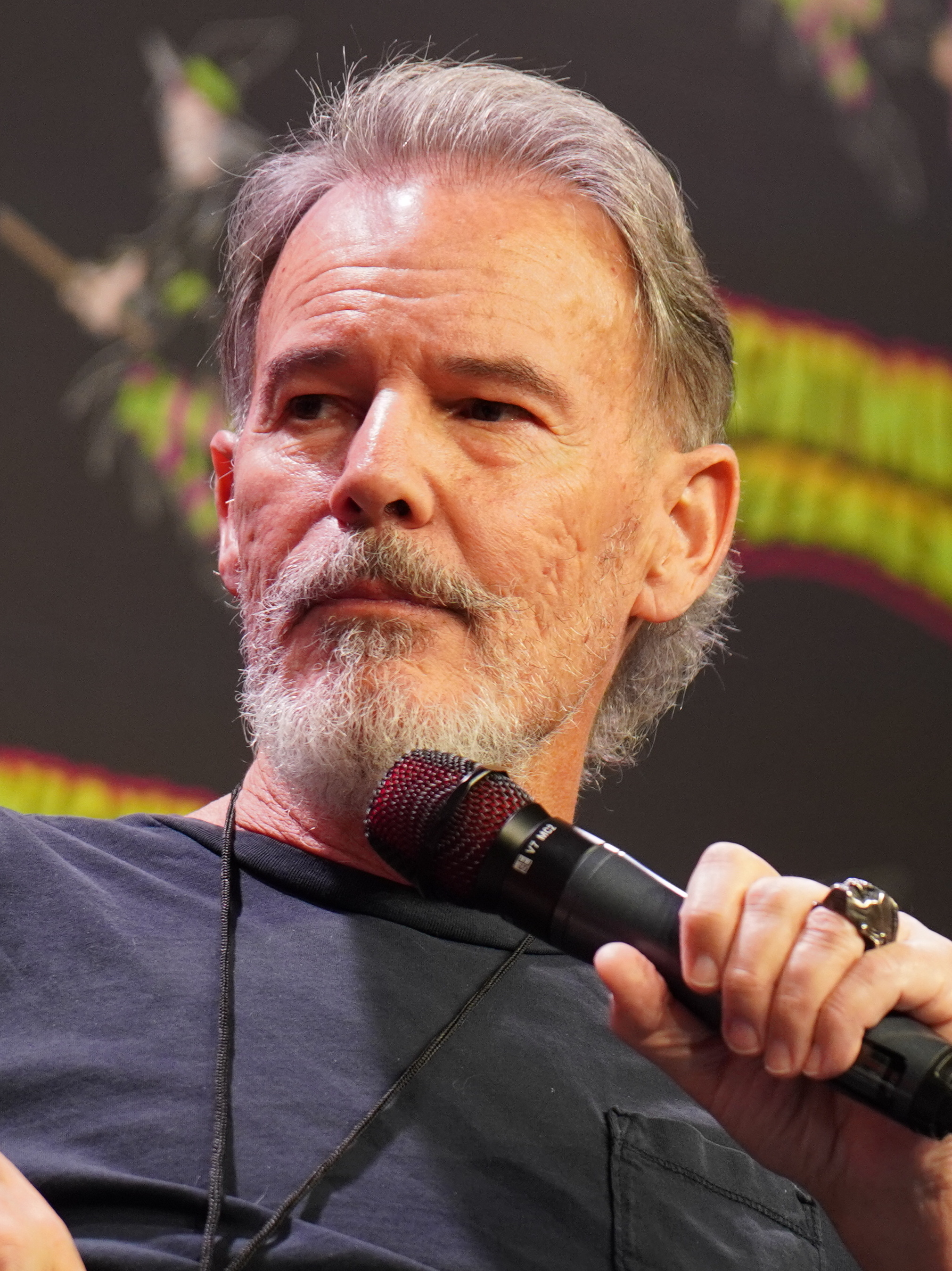
Andrew Divoff (2023)

Andrew Divoff (* 2. Juli 1955 in San Tomé) ist ein venezolanischer Schauspieler, der vor allem in Rollen als Bösewicht zu sehen ist.

## Karriere
Bekannt wurde Divoff vor allem für seine Darstellung des Djinn in Wes Craven’s Wishmaster und die Fortsetzung Wishmaster 2 – Das Böse stirbt nie. Darüber hinaus hatte er zahlreiche Auftritte in Fernsehserien wie Alias – Die Agentin, JAG – Im Auftrag der Ehre oder Lost. In CSI: Miami spielte er den russischen Mafiaboss Ivan. Divoff stand 2012 neben Jeffrey Combs in Jeff Broadstreets Horrorkomödie Night of the Living Dead 3D: Re-Animation vor der Kamera.
Divoff spricht acht Sprachen: Englisch, Spanisch, Italienisch, Französisch, Deutsch, Katalanisch, Portugiesisch und Russisch. Seine sprachlichen Fähigkeiten werden in den von ihm verkörperten Rollen häufig eingesetzt.

## Privatleben
Divoff war mit der russischen Schauspielerin Raissa Danilova verheiratet. Zudem war er mit dem russischen Model und Horrorschriftstellerin Marina Drujko verlobt.

## Filmografie (Auswahl)
- 1986: Das A-Team (The A-Team, Fernsehserie, zwei Folgen)
- 1987: MacGyver (Fernsehserie, Folge 2x13)
- 1990: Jagd auf Roter Oktober (The Hunt for Red October)
- 1990: Und wieder 48 Stunden (Another 48 Hrs.)
- 1990: Nachtschicht (Graveyard Shift)
- 1991: Boy Soldiers (Toy Soldiers)
- 1992: F-117 A Stealth-War (Interceptor)
- 1993: Running Cool
- 1994: Mister Cool (A Low Down Dirty Shame)
- 1994: Alien Desperados (Oblivion)
- 1995: Badlands
- 1995, 1998, 2000: Walker, Texas Ranger (Fernsehserie, drei Folgen)
- 1996: Ultimate Chase – Die letzte Jagd (Adrenalin: Fear the Rush)
- 1997: Nemesis 4 – Engel des Todes (Nemesis IV)
- 1997: Wes Craven’s Wishmaster (Wishmaster)
- 1997: Air Force One
- 1998: Du kannst anfangen zu sterben (Captured)
- 1999: Wishmaster 2 – Das Böse stirbt nie (Wishmaster 2: Evil Never Dies)
- 2000: Faust – Love of the Damned
- 2001: The Agency – Im Fadenkreuz der CIA (The Agency, Fernsehserie, Folge 1x10)
- 2002, 2005: JAG – Im Auftrag der Ehre (JAG, Fernsehserie, zwei Folgen)
- 2005: Alias – Die Agentin (Alias, Fernsehserie, zwei Folgen)
- 2006–2007, 2010: Lost (Fernsehserie, acht Folgen)
- 2006: The Unit – Eine Frage der Ehre (The Unit, Fernsehserie, Folge 1x04)
- 2006: American Dreamz – Alles nur Show (American Dreamz)
- 2007: Chicago Massacre: Richard Speck
- 2007: Zombie Rage (The Rage)
- 2008: The Dead Matter
- 2008: Indiana Jones und das Königreich des Kristallschädels (Indiana Jones and the Kingdom of the Crystal Skull)
- 2008: Law & Order: New York (Fernsehserie, eine Folge)
- 2008–2009: CSI: Miami (Fernsehserie, vier Folgen)
- 2008: Burn Notice (Fernsehserie, Folge 2x04)
- 2009: Criminal Minds (Fernsehserie, Folge 4x13)
- 2009: Leverage (Fernsehserie, Folge 1x07)
- 2010: Der Magier (Magic Man)
- 2010: Rage 2 – Dead Matter (The Dead Matter)
- 2010: Schattenkommando (Shadows in Paradise)
- 2012: Night of the Living Dead: Re-Animation (Night of the Living Dead 3D: Re-Animation)
- 2013: Immigrant
- 2013: Nikita (Fernsehserie, Folge 3x13)
- 2014: The Strain (Fernsehserie, Folge 1x01)
- 2014: Bad Ass 2: Bad Asses
- 2015–2016: The Blacklist (Fernsehserie, sechs Folgen)
- 2016: Pretty Fine Things
- 2017: Colony (Fernsehserie, eine Folge)
- 2017: The Hatred
- 2017: Demons
- 2019: Vault
- 2020: Perry Mason (Fernsehserie, zwei Folgen)

## Computerspiele
- 2008: Command & Conquer: Alarmstufe Rot 3 (als Gen. Nicolai Krukov)
- 2008: Lost: Via Domus (als Mikhail Bakunin)
- 2010: Call of Duty: Black Ops (als Lev Kravchenko)
- 2012: Call of Duty: Black Ops II (als Lev Kravchenko)
- 2020: Call of Duty: Black Ops Cold War (als Lev Kravchenko)